# قزل-بیرق (شهرستان ایلیشفسکی، باشقیرستان)
قزل-بیرق (انگلیسی: Kyzyl-Bayrak, Ilishevsky District, Republic of Bashkortostan) یک شهرک در شهرستان ایلیشفسکی استان باشقیرستان کشور روسیه است.